# Списак завода за заштиту споменика културе у Србији
Списак завода за заштиту споменика културе у Србији даје преглед званичних установа за заштиту споменика културе на територији Републике Србије. Ове институције су одговорне за евидентирање, проучавање, заштиту, конзервацију, рестаурацију и презентацију непокретних културних добара. Мрежу завода чине републички завод као централна установа, покрајински заводи, као и регионални, градски и међуопштински заводи који покривају одређене територије.

## Републички завод за заштиту споменика културе
- Републички завод за заштиту споменика културе - Београд – централна установа заштите непокретних културних добара у Србији, основан 1947. године.[1]

## Покрајински заводи
- Покрајински завод за заштиту споменика културе, Нови Сад (седиште у Петроварадину) – надлежан за територију АП Војводине.[2]
- Покрајински завод за заштиту споменика културе - Приштина (са привременим седиштем у Лепосавићу) – надлежан за територију АП Косова и Метохије.[3]

## Регионални, градски и међуопштински заводи
Мрежу завода чине и следеће институције са дефинисаном територијалном надлежношћу:
- Завод за заштиту споменика културе града Београда
- Завод за заштиту споменика културе Ваљево
- Завод за заштиту споменика културе Крагујевац
- Завод за заштиту споменика културе Краљево
- Завод за заштиту споменика културе Ниш
- Завод за заштиту споменика културе Смедерево
- Међуопштински завод за заштиту споменика културе Суботица
- Завод за заштиту споменика културе Зрењанин
- Завод за заштиту споменика културе Панчево
- Завод за заштиту споменика културе Сремска Митровица
- Завод за заштиту споменика културе Призрен (са привременим седиштем у Лепосавићу, често се наводи као део Покрајинског завода за КиМ или у сарадњи)